# Chesapeake bay retriever
Chesapeake bay retriever är en hundras från USA. Som namnet anger är den en retriever, vilka alla är apporterande fågelhundar.

## Historia
Rasens dokumenterade historia går tillbaka till ett brev skrivet 1845 och publicerat 1852. Brevskrivaren berättar om hur han 1807 köpte två valpar som räddats från en engelsk brigg som förlist i Chesapeake Bay. Briggen var på väg från Newfoundland till Poole med torskfisk, det var redaren som beställt hundarna. Beskrivningen i brevet passar in på den mindre korthåriga Newfoundlandshunden, St. John's Dog som också ligger till grund för de brittiska retrieverraserna, särskilt labrador retriever. St John's Dog importerades vid tiden i stor skala till England.
Valparna, en tik och en hund, parades aldrig med varandra utan anses var för sig ha gett upphov till lokala stammar i Maryland och Virginia. Vilka andra typer av hundar som använts i aveln är inte dokumenterat, men man utgår från att det dels är coonhounds och dels lokala vattenapporterande hundar härstammande från samma English Water Spaniel som också ligger till grund för de brittiska retrievrarna, särskilt curly coated retriever.
1887 skrevs den första rasstandarden och hundarna började registreras av American Kennel Club (AKC). Samma år visades rasen för första gången på en hundutställning i Baltimore. 1918 bildades den amerikanska rasklubben.

## Egenskaper
Rasen är robust och härdig, skapad för enmansjakt under primitiva betingelser. Jägarna bodde i enkla stugor i ödemarken, hundarna träffade sällan andra hundar eller människor. Under 1800-talet fanns det så gott om sträckande änder i bukten att de ibland sköts med kanon. Hundarna skulle klara att arbeta hela dagar och apportera hundratals fåglar i isiga vatten med sjögång. Stilen skiljer sig från de brittiska retrievrarnas, chessien arbetar mer självständigt och är mindre beroende av jägarens dirigering. Därför har American Kennel Club (AKC) ett särskilt apporteringstest för rasen som skiljer sig från de europeiska testen.

## Utseende
Chesapeake bay retrievern har en karakteristiskt kort, tjock, lätt vågig och oljig päls som är vattenavstötande. Färgen varierar från mörkt brun till matt gulbrun (som vissnat gräs eller vass) och ögonen är ljusa från gulaktigt till bärnsten. Den liknar en labrador retriever men är mer högrest och korset är lika högt som manken, eller t.o.m. något högre.